# Condado de Gordon
O Condado de Gordon é um dos 159 condados do Estado americano de Geórgia. A sede do condado é Calhoun, e sua maior cidade é Calhoun. O condado possui uma área de 927 km², uma população de 44,104 habitantes, e uma densidade populacional de 48 hab/km² (segundo o censo nacional de 2000). O condado foi fundado em 13 de fevereiro de 1850.